# Minaria refractifolia
Minaria refractifolia är en oleanderväxtart som först beskrevs av Karl Moritz Schumann, och fick sitt nu gällande namn av T.U.P.Konno och Rapini. Minaria refractifolia ingår i släktet Minaria och familjen oleanderväxter. Inga underarter finns listade i Catalogue of Life.